# 2632 Гуйчжоу
2632 Гуйчжоу (2632 Guizhou) — астероїд головного поясу, відкритий 6 листопада 1980 року.
Тіссеранів параметр щодо Юпітера — 3,207.